# 佐用郵便局
佐用郵便局（さようゆうびんきょく）は兵庫県佐用郡佐用町にある郵便局である。

## 概要
住所：〒679-5399 兵庫県佐用郡佐用町佐用2900-1

## 沿革
- 1872年8月4日（明治5年7月1日） - 佐用郵便取扱所として開設。
- 1875年（明治8年）1月 - 佐用郵便局に改称。
- 1986年（昭和61年）8月25日 - 平福郵便局から集配業務を移管[1]
- 2007年（平成19年）2月13日 - 上月郵便局と南光郵便局から集配業務を移管
- 2007年（平成19年）10月1日 - 民営化に伴い、併設された郵便事業播磨山崎支店佐用集配センターに一部業務を移管
- 2012年（平成24年）10月1日 - 日本郵便株式会社発足に伴い、郵便事業播磨山崎支店佐用集配センターを佐用郵便局に統合

## 取扱内容
- 郵便、印紙、ゆうパック、内容証明
- 貯金、為替、振替、振込、国際送金、国債、投資信託
- 生命保険、バイク自賠責保険
- 地方公共団体事務（兵庫県住宅再建共済基金利用申込取次事務）
- ゆうちょ銀行ATM
- 「679-53xx」区域（旧佐用町域）、「679-52xx」区域（旧南光町域）および「679-55xx」「679-56xx」区域（旧上月町域）の集配業務

## 周辺
- 佐用駅